# Stasys Šimkus
Stasys Šimkus (* 23. Januarjul. / 4. Februar 1887greg. in Motiškiai, Rajongemeinde Jurbarkas, Russisches Kaiserreich; † 15. Oktober 1943 in Kaunas) war ein litauischer Komponist.

## Leben
Šimkus studierte in Vilnius, Warschau und von 1908 bis 1914 am Sankt Petersburger Konservatorium bei Anatoli Ljadow, Jāzeps Vītols und Maximilian Steinberg. Nach einem Aufenthalt 1915 bis 1920 in den USA setzte er 1921/22 seine Studien in Leipzig bei Paul Graener und Sigfrid Karg-Elert sowie in Berlin bei Max von Schillings fort. 1923 gründete er eine private Musikschule in Klaipėda, aus der das staatliche Konservatorium hervorging; von 1923 bis 1927 und von 1928 bis 1930 leitete er als Direktor. Ab 1931 war er Dirigent an der Staatsoper von Kaunas und lehrte zuletzt auch als Kompositionsprofessor am Konservatorium Kaunas.
Šimkus komponierte eine Oper, Kantaten, Orchesterwerke, Kirchen-, Kammer-, Klavier-, Chormusik und Lieder.
Sein Grab befindet sich im Friedhof Petrašiūnai in Kaunas.

## Familie
Sein Sohn Algis Šimkus (1917–2012) wurde als Dirigent, Pianist und Komponist bekannt.